# Marie-Josée Ta Lou
Marie-Josée Ta Lou (épouse Smith)  (née le 18 novembre 1988) est une athlète ivoirienne spécialiste des épreuves de sprint. Elle a été vice-championne du monde du 100 mètres et 200 mètres, à Londres en 2017.

## Biographie
Marie-Josée Ta Lou naît, le 18 novembre 1988 à Bouaflé, une ville du centre-ouest de la Côte d'Ivoire dans une famille de quatre enfants. Elle a fait sa jeunesse à Koumassi, dans la banlieue d’Abidjan où naît sa passion pour le football. Mais, son frère s’opposait à l’idée qu’une équipe féminine l’intègre au risque d'avoir des aptitudes typique d'un garçon. Ses amis lui ont donc proposé de se tourner vers l’athlétisme, étant donné qu’elle surpassait régulièrement les garçons de sa classe lors des sprints.
Lors d'un essai de la course de 200 mètres, où Marie-Josée Ta Lou a été invitée par Florence Olonade, championne de Côte d'Ivoire du 100 mètres en 1988. Elle se distingue courant pieds nus alors qu'elle n'avait reçu aucune préparation préalable, remportant la course du 200 mètres contre des athlètes entrainées par Olonade.
En 2008, grâce une bourse sportive offerte par la Fédération Ivoirienne d'Athlétisme, elle reçoit des cours en médecine à l'université de Shanghai, en Chine. Mais, n'arrivant pas à concilier études et sport, elle entre en 2014 à International Association of Athletics Federations à Dakar, où elle continue ces progressions en sport,. Sous la supervision de l'entraîneur Anthony Koffi, elle a atteint le niveau d'élite en sprint, d'abord au Sénégal, puis en Côte d'Ivoire entre 2014 et 2021. Après une performance décevante aux Jeux olympiques d'été de  2020 à Tokyo, elle a choisi de s'installer à Los Angeles pour s'entraîner avec l'entraîneur John Smith.

## Carrière sportive

### Saison 2007-2008
À la fin du mois de juin 2007, Ta Lou fait partie de l'équipe ivoirienne de relais 4 × 100 mètres qui obtient la médaille de bronze, lors des Championnats d'Afrique de l'Ouest, à Cotonou, au Bénin. Elle est ensuite sélectionnée pour représenter la Côte d'Ivoire, aux Championnats d'Afrique juniors, à Ouagadougou, au Burkina Faso, où elle tombe au bas du podium de la série du 100 mètres avec un chrono de 13 s 21.

### Saison 2012-2015
Lors des championnats d'Afrique 2012, à Porto-Novo au Bénin, elle remporte la médaille de bronze sur 200 mètres et sur 4 × 100 mètres. Deux ans plus tard, Ta Lou remporte le bronze sur 100 mètres (11 s 20), l'argent sur 200 mètres (22 s 87) et sur 4 x 100 mètres (43 s 99).
En 2015, elle connaît une rapide progression aux Championnats du monde de Pékin, elle est éliminée en demi-finale du 100 mètres, malgré un nouveau record personnel à 11 s 06. Elle est la première non qualifiée pour la finale du 200 mètres, avec un nouveau record en 22 s 56.
Aux Jeux africains de 2015, à Brazzaville, elle réalise le doublé 100 mètres (en 11 s 02, nouveau record personnel) et 200 mètres (en 22 s 57). Elle obtient la 3e place au relais ( en 43 s 98).

### Saison 2016
En 2016, elle participe pour la première fois à une saison en salle et porte son record du 60 mètres à 7 s 12 lors du meeting de Karlsruhe. Le 13 février, à Berlin, Ta Lou réussit en série 7 s 11. En finale, elle porte ce temps à 7 s 06, juste derrière les 7 s 00 de la Néerlandaise Dafne Schippers. Le 19 mars 2016, Ta Lou se classe 7e du 60 mètres championnats du monde en salle de Portland en 7 s 29. Le 22 juin, elle s'impose dans sa demi-finale des Championnats d'Afrique sur 100 mètres en 11 s 20, avant de remporter le lendemain la médaille de bronze en 11 s 15, derrière sa compatriote Murielle Ahouré (10 s 99) et la Sud-Africaine Carina Horn (11 s 07).
Le 23 juillet 2016, lors du London Grand Prix 2016, l'Ivoirienne descend pour la 1re fois de sa carrière sous les 11 secondes lors des séries en 10 s 96 (- 1,3 m/s), puis en finale où elle égale de nouveau ce temps (- 0,7 m/s) pour également remporter son 1er meeting de Ligue de diamant. Elle devance la double championne du monde en titre Shelly-Ann Fraser-Pryce (10 s 99). Durant les Jeux olympiques de Rio en 2016, elle échoue au pied du podium derrière Shelly-Ann Fraser-Pryce (10 s 86) avec qui Marie-Josée sera départagée aux millièmes de secondes pour la troisième place. Elle termine de nouveau au pied du podium lors de ces jeux, sur le 200 mètres, en 22 s 21 (record national).

### Saison 2017

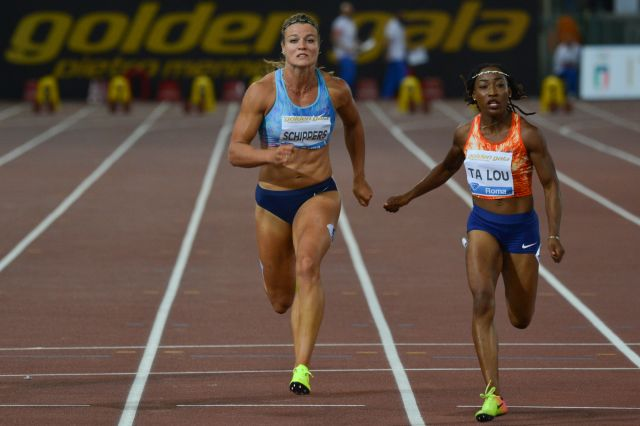
Dafne Schippers et Marie-Josée Ta Lou à Rome en 2017.

En 2017, elle court le 100 mètres aux championnats d'athlétisme interclub en France sous les couleurs du Stade Français (Paris). Le 6 juillet, à Lausanne, elle établit un nouveau record national du 200 mètres en 22 s 16. Le 21 juillet, elle remporte le Meeting Herculis de Monaco sur cette même distance en 22 s 25.
Lors des championnats du monde de Londres, elle remporte sa série du 100 mètres, le 5 août (11 s 00), puis sa demi-finale le lendemain en égalant son meilleur temps de la saison en 10 s 87. En finale, Marie-Josée Ta Lou prend un excellent départ et domine toute la course et même la favorite Elaine Thompson, avant d'être dépassée sur la ligne par l'Américaine Tori Bowie. Elle remporte finalement l'argent en 10 s 86, record personnel égalé, derrière Bowie (10 s 85) et devant Dafne Schippers (10 s 96). Si elle n'a pas gagné la course, c'est néanmoins elle qui fait la sensation auprès du public,. Le 8 août, elle remporte facilement sa série (22 s 71) des 200 mètres, puis sa demi-finale (22 s 49), rejoignant la finale où elle est l'une des favorites au titre. Elle remporte une nouvelle médaille d'argent en 22 s 08, record national, derrière Dafne Schippers (22 s 05).

### Saison 2018

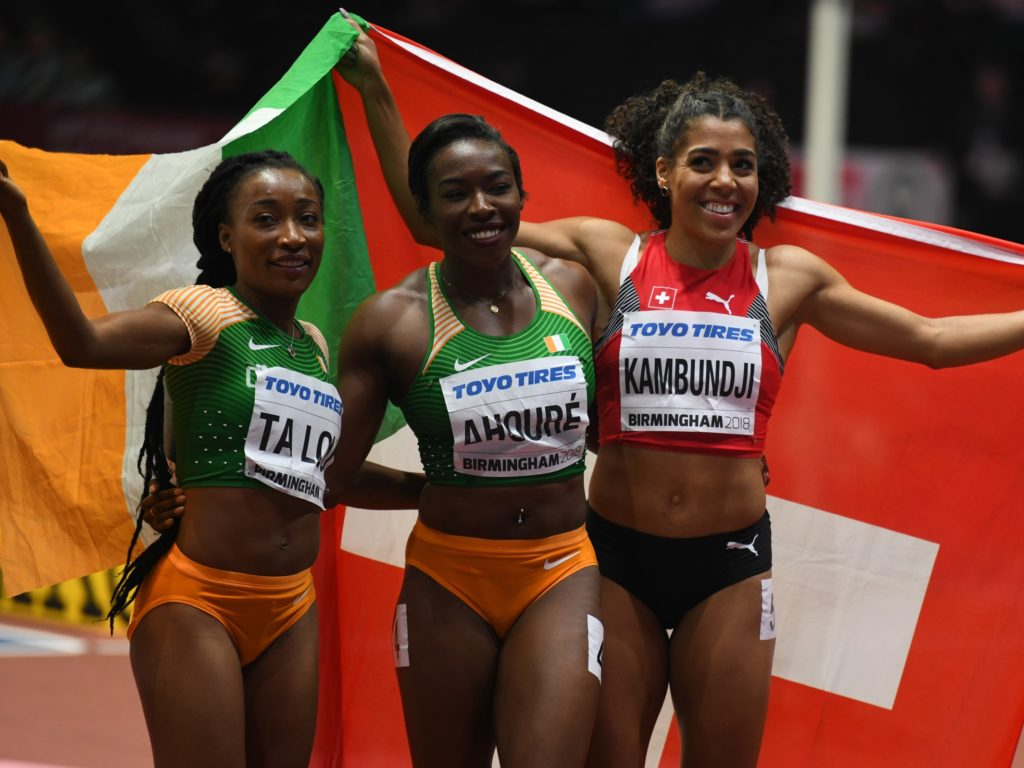
Ta Lou, Ahouré and Kambundji lors des championnats du monde en salle 2018.

Le 9 février 2018, elle court en 7 s 08 à Eaubonne, tout proche de son record personnel (7 s 06). Deux jours plus tard, elle égale la meilleure performance mondiale de l'année de sa compatriote Murielle Ahouré, en remportant le meeting de Metz en 7 s 07. Le 15 février, elle gagne à Toruń en 7 s 11 devant Dina Asher-Smith (7 s 14). Aux championnats du monde en salle de Birmingham, Marie-Josée Ta Lou remporte tout d'abord sa série en 7 s 17, puis s'impose en demi-finale en 7 s 08. Figurant parmi les favorites pour le titre mondial, l'Ivoirienne bat en finale son record personnel en 7 s 05 pour décrocher la médaille d'argent derrière sa compatriote Murielle Ahouré, vainqueur en 6 s 97, meilleure performance mondiale de l'année et record d'Afrique en salle. Ahouré remporte le premier titre mondial pour la Côte d'Ivoire tandis que les deux athlètes réalisent un doublé, le dernier remontant à 2006 par les États-Unis. La suissesse Mujinga Kambundji décroche le bronze en 7 s 05 également, 3 millièmes derrière Marie-José Pérec.
La saison 2018 en plein air débute de forte manière pour Marie-Josée Ta Lou. À Doha, le 4 mai, pour la première étape de la ligue de diamant 2018, elle remporte le 100 mètres en établissant la meilleure performance mondiale de l'année, et améliore son record personnel en 10 s 85 (+ 1,5 m/s). Elle bat Blessing Okagbare (10 s 90) et Elaine Thompson. Vainqueur sans forcer du second tour des interclubs à Compiègne, pour son club du Stade français, le 20 mai en 11 s 40. Elle remporte le 2e 100 mètres de la ligue de diamant 2018 à Eugene, le 26 mai, en 10 s 88 (+ 1,9 m/s) devant sa compatriote Murielle Ahouré. Sur 200 m, elle effectue sa rentrée lors du Shanghai Golden Grand Prix, le 12 mai, et termine 4e en 22 s 58. Le 31 mai, elle remporte sur cette distance le Golden Gala de Rome en 22 s 49, devant Ivet Lalova-Collio (22 s 64), malgré un fort vent de face (- 1,7 m/s).
Le 19 juin, MJTL remporte le Meeting de Montreuil en 10 s 95 (+ 1,1 m/s) pour s'imposer devant Carolle Zahi (11 s 16) et Ivet Lalova-Collio (11 s 18). Le 30 juin, elle termine 3e du 200 mètres du Meeting de Paris en 22 s 50, derrière la Jamaïcaine Shericka Jackson (22 s 05) et l'Américaine Jenna Prandini (22 s 30). Cinq jours plus tard, à Lausanne, elle continue son invincibilité sur 100 mètres en remportant l'Athletissima en 10 s 90 (+ 1,3 m/s), devant la championne olympique jamaïcaine Elaine Thompson (10 s 99) et l'Américaine Jenna Prandini (11 s 00),. Le 20 juillet, elle s'impose à Monaco en 10 s 89, devant sa compatriote Murielle Ahouré (11 s 01),. Deux jours plus tard, lors de la réunion de Londres, elle améliore sa meilleure performance de l'année sur 200 mètres en 22 s 34, mais ne peut faire mieux qu'une 5e place. Le 2 août, elle remporte son premier titre de championne d'Afrique sur 100 mètres.
Aux championnats d'Afrique d'Asaba, Marie-Josée Ta Lou confirme sa domination sur le continent en réalisant le doublé 100 mètres (11 s 15) / 200 mètres (22 s 50), et en remportant la médaille d'argent sur le relais 4 x 100 mètres (44 s 40).

### Saison 2019
Elle remporte la médaille de bronze des championnats du monde 2019 à Doha sur 100 mètres
Elle est nommée porte-drapeau de la délégation ivoirienne aux Jeux olympiques d'été de 2020 à Tokyo, se déroulant  du 23 juillet au 8 août 2021.
Le 30 juillet, en série du 100 mètres, elle bat son record personnel en 10 s 78 (- 0,3m/s), ce qui égale le record d'Afrique détenu jusque-là par sa compatriote Murielle Ahouré. En finale elle échoue au pied du podium avec un temps de 10 s 91. Sur 200 mètres elle décroche la cinquième place.

### Saison 2022
La saison 2022 de Marie-Josée Ta Lou est perturbée par une blessure à la jambe en début d'année, lui faisant prendre du retard dans sa préparation. Auteure de 11 s 07 à Eugene (Oregon), 11 s 04 à Rabat puis 11 s 01 à Paris, le 18 juin, elle arrive aux championnats du monde de Eugene, organisés plus tôt dans la saison que d'habitude, en moins bonne forme et surtout sans chrono sous les 11 secondes pour la première fois depuis 2015. Lors des séries du 100 m, le 16 juillet, elle établit son meilleur chrono de la saison à 10 s 92 (+ 0,8 m/s) pour remporter sa course, puis se classe le lendemain 2e de sa demi-finale en 10 s 87 (- 0,2 m/s) pour accéder à la finale prévue 1h30 plus tard. Lors de la finale, l'ivoirienne ne peut enchaîner les courses et termine 7e en 10 s 93, à 12 centièmes de la médaille de bronze remportée par la Jamaïcaine Elaine Thompson-Herah.
Le 10 août 2022, lors du Meeting Herculis de Monaco, Marie-Josée Ta Lou bat à la surprise générale son propre record d'Afrique du 100 mètres en terminant 3e de la course en 10 s 72 (+ 0,4 m/s), derrière les jamaïcaines Shelly-Ann Fraser-Pryce et Shericka Jackson. Avec cette performance, l'Ivoirienne devient la 7e meilleure performeuse de l'histoire, passant au classement devant la Française Christine Arron (10 s 73) ou encore la Jamaïcaine Merlene Ottey (10 s 74).
3e à Lausanne en 10 s 89, à Bruxelles en 10 s 78 et 1re à Padoue en 10 s 94, Marie-Josée Ta Lou termine 3e de la finale de la Ligue de diamant à Zurich en 10 s 91, derrière Shelly-Ann Fraser-Pryce et Shericka Jackson. Le 12 septembre, pour sa dernière course de la saison, elle s'impose à Bellinzone en 10 s 86.

### Saison 2023
Le 14 mai 2023, en Floride, l'Ivoirienne court en 10 s 78 (+ 0,9 m/s), le deuxième meilleur chrono de sa carrière, et réalise 22 s 31 sur 200 mètres.
Le 2 juin, elle remporte l'étape de la Ligue de diamant à Florence en 10 s 97, puis s'impose deux jours plus tard à Bydgoszcz au Janusz Kusociński Memorial en 10 s 82, vent nul.
Le 15 juin, lors des Bislett Games d'Oslo, Marie-Josée Ta Lou s'empare de la meilleure performance mondiale de l'année en 10 s 75 (+ 0,9 m/s), détenue jusque-là par l'Américaine Sha'Carri Richardson en 10 s 76, et signe le deuxième meilleur chrono de sa carrière.
Le 30 juin, elle bat le record de Côte d'Ivoire du relais 4 x 100 mètres lors de l'Athletissima de Lausanne en 42 s 23, record du meeting et victoire, aux côtés de Murielle Ahouré-Demps, Maboundou Koné et Jessika Gbaï. Le relais ivoirien se qualifie pour les championnats du monde 2023, une première depuis 20 ans et l'édition 2003 à Paris, et se rapproche d'une qualification pour les Jeux olympiques de 2024 à Paris, compétition à laquelle la Côte d'Ivoire n'a pas aligné de relais depuis 1992 à Barcelone. Alignée par ailleurs sur 100 mètres, Ta Lou inscrit une 6e victoire consécutive en 2023 avec un temps de 10 s 88 (- 0,8 m/s) devant Daryll Neita (11 s 07) et Gina Lückenkemper (11 s 17), confirmant ainsi un peu plus son statut de numéro un mondial cette saison.

### Saison 2024
En juin 2024, elle est nommée porte-drapeau de la délégation ivoirienne aux Jeux olympiques d'été de 2024 à Paris en compagnie du taekwondoïste Cheick Cissé. En juillet 2024, lors de la ligue mondiale d'athlétisme à Monaco, Marie-Josée Ta Lou a terminé cinquième de la course du 100 mètres avec un chrono de 11 s 08. Le 26 juillet 2024, lors de la cérémonie d'ouverture des Jeux olympiques d'été, sa place de porte-drapeau a finalement été attribuée à Maboundou Koné. En août, dès son premier tour, Marie-Josée Ta Lou termine première de la série 8 du 100 mètres avec un chrono de 10 s 87 devant la jamaïcaine Shelly-Ann Fraser-Pryce. Ce rang lui ouvre la porte aux demi-finales et fait d'elle la première ivoirienne à se qualifier pour les Jeux olympiques paris 2024. Aux demi-finales, elle se qualifie brillamment en seconde place avec un temps de 11 s 01, ce qui lui ouvre la porte aux finales. Marie-Josée Ta Lou ne réussit pas sa finale faute d'un claquage à la cuisse obtenu lors des échauffements et se blesse en pleine course. Elle termine donc en dernière position de sa course avec un chrono de 13 s 84. Absente à l'épreuve de 200 mètres due à sa blessure, elle a pris part au relais de 4 x 100 mètres avec son équipe dont la capitaine est Murielle Ahouré. Son équipe a été disqualifée au premier tour pour infraction de voie.

## Palmarès
| Date | Compétition                        | Lieu                               | Résultat | Épreuve   | Temps   |
| ---- | ---------------------------------- | ---------------------------------- | -------- | --------- | ------- |
| 2011 | Jeux africains                     | Maputo                             | 7e       | 100 m     | 11 s 66 |
| 2011 | Jeux africains                     | Maputo                             | 6e       | 200 m     | 24 s 12 |
| 2012 | Championnats d'Afrique             | Porto-Novo                         | 3e       | 4 × 100 m | 45 s 29 |
| 2012 | Championnats d'Afrique             | Porto-Novo                         | 3e       | 200 m     | 23 s 44 |
| 2012 | Championnats d'Afrique             | Porto-Novo                         | 4e       | 100 m     | 11 s 53 |
| 2014 | Championnats d'Afrique             | Marrakech                          | 3e       | 100 m     | 11 s 20 |
| 2014 | Championnats d'Afrique             | Marrakech                          | 2e       | 200 m     | 22 s 87 |
| 2014 | Championnats d'Afrique             | Marrakech                          | 2e       | 4 × 100 m | 43 s 99 |
| 2015 | Jeux africains                     | Brazzaville                        | 1re      | 100 m     | 11 s 02 |
| 2015 | Jeux africains                     | Brazzaville                        | 1re      | 200 m     | 22 s 57 |
| 2015 | Jeux africains                     | Brazzaville                        | 3e       | 4 × 100 m | 43 s 98 |
| 2016 | Championnats du monde en salle     | Portland                           | 7e       | 60 m      | 7 s 29  |
| 2016 | Championnats d'Afrique             | Durban                             | 3e       | 100 m     | 11 s 15 |
| 2016 | Championnats d'Afrique             | Durban                             | 1re      | 200 m     | 22 s 81 |
| 2016 | Championnats d'Afrique             | Durban                             | 3e       | 4 x 100 m | 44 s 29 |
| 2016 | Jeux olympiques                    | Rio de Janeiro                     | 4e       | 100 m     | 10 s 86 |
| 2016 | Jeux olympiques                    | Rio de Janeiro                     | 4e       | 200 m     | 22 s 21 |
| 2017 | Jeux de la Francophonie            | Abidjan                            | 1re      | 4 x 100 m | 44 s 22 |
| 2017 | Championnats du monde              | Londres                            | 2e       | 100 m     | 10 s 86 |
| 2017 | Championnats du monde              | Londres                            | 2e       | 200 m     | 22 s 08 |
| 2017 | Ligue de diamant                   | Ligue de diamant                   | 2e       | 100 m     | 10 s 93 |
| 2017 | Ligue de diamant                   | Ligue de diamant                   | 3e       | 200 m     | 22 s 09 |
| 2018 | Championnats du monde en salle     | Birmingham                         | 2e       | 60 m      | 7 s 05  |
| 2018 | Championnats d'Afrique             | Asaba                              | 1re      | 100 m     | 11 s 15 |
| 2018 | Championnats d'Afrique             | Asaba                              | 1re      | 200 m     | 22 s 50 |
| 2018 | Championnats d'Afrique             | Asaba                              | 2e       | 4 x 100 m | 44 s 40 |
| 2018 | Coupe continentale                 | Ostrava                            | 1re      | 100 m     | 11 s 14 |
| 2018 | Coupe continentale                 | Ostrava                            | 3e       | 200 m     | 22 s 61 |
| 2018 | Ligue de diamant                   | Ligue de diamant                   | 3e       | 100 m     | 11 s 10 |
| 2019 | Circuit mondial en salle de l'IAAF | Circuit mondial en salle de l'IAAF | 2e       | 60 m      | détails |
| 2019 | Jeux africains                     | Rabat                              | 1re      | 100 m     | 11 s 09 |
| 2019 | Jeux africains                     | Rabat                              | 3e       | 200 m     | 23 s 00 |
| 2019 | Ligue de diamant                   | Ligue de diamant                   | 3e       | 100 m     | 11 s 09 |
| 2019 | Championnats du monde              | Doha                               | 3e       | 100 m     | 10 s 90 |
| 2021 | Jeux olympiques                    | Tokyo                              | 4e       | 100 m     | 10 s 91 |
| 2021 | Jeux olympiques                    | Tokyo                              | 5e       | 200 m     | 22 s 27 |
| 2022 | Championnats du monde              | Eugene                             | 7e       | 100 m     | 10 s 93 |
| 2022 | Ligue de diamant                   | Ligue de diamant                   | 3e       | 100 m     | 10 s 91 |
| 2023 | Championnats du monde              | Budapest                           | 4e       | 100 m     | 10 s 81 |
| 2023 | Championnats du monde              | Budapest                           | 8e       | 200 m     | 22 s 64 |
| 2023 | Championnats du monde              | Budapest                           | finale   | 4 x 100 m | DNF     |
| 2023 | Ligue de diamant                   | Ligue de diamant                   | 2e       | 100 m     | 10 s 75 |
| 2023 | Ligue de diamant                   | Ligue de diamant                   | 2e       | 200 m     | 22 s 10 |
| 2024 | Jeux olympiques                    | Paris                              | 8e       | 100 m     | 13 s 84 |
| 2024 | Jeux olympiques                    | Paris                              | séries   | 4 x 100 m | DQ      |

## Records
| Épreuve   | Temps        | Lieu       | Date            |
| --------- | ------------ | ---------- | --------------- |
| 60 m      | 7 s 02       | Düsseldorf | 20 février 2019 |
| 100 m     | 10 s 72 (AR) | Monaco     | 10 août 2022    |
| 200 m     | 22 s 08 (NR) | Londres    | 11 août 2017    |
| 4 x 100 m | 42 s 23 (NR) | Lausanne   | 30 juin 2023    |

## Distinctions
- 2018 : Prix national d’excellence ivoirien du meilleur sportif de Côte d’Ivoire[1] ;
- 2017 : Prix Mandela de la meilleure sportive africaine[1] ;
- 2015 : Prix de l’ACNO de la meilleure athlète féminine des Jeux africains[1].

## Vie personnelle
Marie-Josée Ta Lou s'est fiancée en février 2022 et s'est mariée selon les traditions avec Javeian Smith, un Trinidéen. Leur mariage coutumier a eu lieu le 16 novembre 2023, le jour même de son anniversaire suivi de leur mariage civil.